# Globuläre Proteine
Als globuläre Proteine (auch Sphäroproteine) werden Proteine bezeichnet, die eine mehr oder weniger kugelförmige Tertiär- oder Quartärstruktur aufweisen. Ihre unpolaren Seitenketten ragen ins Molekülinnere, die polaren hingegen nach außen und führen so zur Wasserlöslichkeit. Neben den Strukturproteinen und den Membranproteinen bilden sie eine Hauptklasse an Proteinen.
Zu dieser Gruppe gehören:
- Globine
- Histone und Protamine
- Albumine
- Globuline (Namensgeber der Gruppe)
- Prolamine
- Gluteline
- Edestin